# گریسی، مارشال، آلاباما
گریسی (به انگلیسی: Grassy) یک منطقهٔ مسکونی در ایالات متحده آمریکا است که در شهرستان مارشال، آلاباما واقع شده‌است. گریسی ۳۱۳٫۹۵ متر بالاتر از سطح دریا قرار دارد.